# لا سالي
لا سالي (بالإنجليزية: La Sâle)‏ هو أحد جبال سلسلة جبال الألب بينيني وجزء من القمة الأم لي بليورير يقع في كانتون فاليز، سويسرا. يبلغ ارتفاع الجبل حوالي 3646 متر، بينما يبلغ ارتفاع نتوء الجبل 112 متر.